# 里約鱷屬
里約鱷屬（屬名：Riojasuchus）是種四足偽鱷類，屬於鳥鱷科。在生理機能上，鳥鱷科可以二足行走，是群分布廣泛的三疊紀晚期肉食性動物。其他兩屬為脈鱷與鳥鱷。
里約鱷一度被認為是恐龍，現在被認為是種與鳥鱷有關係的基礎主龍類。里約鱷有長而狹窄的口鼻部，可能主要以魚類為食。